# Almenara (Valencia)
Almenara egy község Spanyolországban, Castellón tartományban. Almenara La Llosa, La Vall d'Uixó, Benavites, Quart de les Valls, Quartell és Sagunt községekkel határos. Lakosainak száma 6710 fő (2024).

## Népesség
A település népessége az elmúlt években az alábbi módon változott:
| Lakosok száma | 4968 | 5045 | 5324 | 5926 | 6102 | 6123 | 5949 | 5998 | 6254 | 6710 |
|               | 2001 | 2004 | 2006 | 2009 | 2011 | 2014 | 2016 | 2019 | 2021 | 2024 |